# Tea Hill Provincial Park
Tea Hill Provincial Park är en park i Kanada.   Den ligger i provinsen Prince Edward Island, i den östra delen av landet, 1 000 km öster om huvudstaden Ottawa. Tea Hill Provincial Park ligger 37 meter över havet.
Terrängen runt Tea Hill Provincial Park är platt. Havet är nära Tea Hill Provincial Park söderut. Närmaste större samhälle är Charlottetown, 6,1 km nordväst om Tea Hill Provincial Park. 